# Lenwade
Lenwade är en ort i Storbritannien.   Den ligger i grevskapet Norfolk och riksdelen England, i den sydöstra delen av landet, 160 km nordost om huvudstaden London. Lenwade ligger 18 meter över havet och antalet invånare är 464.
Terrängen runt Lenwade är huvudsakligen platt. Lenwade ligger nere i en dal. Runt Lenwade är det ganska tätbefolkat, med 144 invånare per kvadratkilometer. Närmaste större samhälle är Norwich, 16,6 km sydost om Lenwade. Trakten runt Lenwade består till största delen av jordbruksmark.